# US Grand Prix
Der US Grand Prix (offiziell K & D Graphics / Yonex Grand Prix Badminton Championships) ist im Badminton eine offene internationale Meisterschaft der USA, welche in Orange, Kalifornien, einmal jährlich stattfindet. Die Meisterschaft wurde erstmals 2014 ausgetragen und ist nach den US Open der bedeutendste internationale Badmintonwettbewerb der USA. Der US Grand Prix gehörte dem BWF Grand Prix an. Ab 2016 wurden die Titelkämpfe zur U.S. International Challenge herabgestuft.

## Die Sieger
| Saison    | Herreneinzel      | Dameneinzel       | Herrendoppel                     | Damendoppel                      | Mixed                           |
| --------- | ----------------- | ----------------- | -------------------------------- | -------------------------------- | ------------------------------- |
| 2014      | Hsu Jen-hao       | Zhang Beiwen      | Adam Cwalina Przemysław Wacha    | Hsieh Pei-chen Wu Ti-jung        | Peter Käsbauer Isabel Herttrich |
| 2015      | Lee Hyun-il       | Pai Yu-po         | Goh V Shem Tan Wee Kiong         | Jung Kyung-eun Shin Seung-chan   | Choi Sol-gyu Eom Hye-won        |
| 2016      | Riichi Takeshita  | Zhang Beiwen      | Rasmus Fladberg Frederik Colberg | Zhang Beiwen Jing Yu Hong        | Evgeny Dremin Evgenia Dimova    |
| 2017      | Lu Chia-hung      | Natsuki Nidaira   | Marcus Ellis Chris Langridge     | Rachel Honderich Kristen Tsai    | Nyl Yakura Kristen Tsai         |
| 2018      | Koki Watanabe     | Aya Ohori         | Lu Chia-hung Lu Chia-bin         | Rachel Honderich Kristen Tsai    | Kohei Gondo Ayane Kurihara      |
| 2019      | Kodai Naraoka     | Vũ Thị Trang      | Chen Xin-yuan Lin Yu-chieh       | Setyana Mapasa Gronya Somerville | Joshua Hurlburt-Yu Josephine Wu |
| 2020 2024 | nicht ausgetragen | nicht ausgetragen | nicht ausgetragen                | nicht ausgetragen                | nicht ausgetragen               |